# Adam McKinlay
Adam Storey McKinlay (* 1887; † 17. März 1950) war ein schottischer Politiker. Er wurde dem linken Flügel der Labour Party zugerechnet.

## Politischer Werdegang
Erstmals trat der Labour-Politiker McKinlay bei den Unterhauswahlen 1929 zu Wahlen auf nationaler Ebene an. Er kandidierte im Glasgower Wahlkreis Glasgow Partick, welchen sein Parteikollege Andrew Young 1923 erstmals für die Labour Party gewinnen konnte. Bei den Wahlen 1924 verlor er das Mandat jedoch an den Unionisten George Broun-Lindsay. McKinlay war Holzarbeiter und trat für die Labour Party in Glasgow Partick an. Er setzte sich knapp gegen Broun-Lindsay durch und zog erstmals in das britische Unterhaus ein. Er vertrat den Wahlkreis zwei Jahre, bis er bei den Unterhauswahlen 1931 dem Unionisten Charles MacAndrew unterlag.
Der Labour-Abgeordnete des Wahlkreises Dumbartonshire, Thomas Cassells, verstarb 1941 vor Ende der Wahlperiode. Aus diesem Grund wurden in diesem Wahlkreis Nachwahlen angesetzt, bei denen McKinlay die Labour Party repräsentierte. Er setzte sich deutlich gegen den Kommunisten Malcolm MacEwen durch und erlangte damit zum zweiten Mal einen Sitz im House of Commons. Nur knapp konnte sich McKinlay bei den folgenden Unterhauswahlen 1945 gegen den Unionisten Robert Allan behaupten.
Infolge der Wahlkreisreform wurde der Wahlkreis Dumbartonshire zum Ende der Wahlperiode aufgelöst. Zu den Unterhauswahlen 1950 kandidierte McKinlay im Nachfolgewahlkreis West Dunbartonshire. Obschon bereits gesundheitlich angeschlagen gewann er die Wahlen. Weniger als einen Monat später verstarb McKinlay. Die erforderlichen Nachwahlen gewann sein Parteikollege Tom Steele knapp.